# 馬斯卡林島狗母魚
馬斯卡林島狗母魚，為輻鰭魚綱仙女魚目合齒魚亞目合齒魚科的其中一種，分布於西印度洋Mascarene海脊海域，棲息深度58-61公尺，體長可達13.7公分，為底棲性魚類，屬肉食性，生活習性不明。